# Charles Comte (homme politique)
Pour les articles homonymes, voir Comte (homonymie).
François Charles Louis Comte, né le 25 août 1782 à Sainte-Enimie et mort le 13 avril 1837 à Paris, est un avocat, journaliste, économiste et juriste français.

## Biographie
Avocat, il soutint une lutte ardente contre la Restauration dans Le Censeur, qu'il fonda en 1814 avec Charles Dunoyer, où ils défendirent le libéralisme et l’industrialisme.
En 1820, il fut condamné à deux ans de prison comme coupable d'attaques contre le roi et les chambres. Il se réfugia en Suisse, où il donna un cours de droit public, puis en Angleterre, où il se lia avec Jeremy Bentham.
Il rentra en France en 1825 et publia en 1827 un Traité de législation (4 volumes, in-8°), où il expose les lois qui président au développement des sociétés et les causes qui retardent ce développement. Ce livre, qui fit sa réputation, lui valut le prix Montyon. Il écrit des articles libéraux en faveur de Lafayette, notamment dans la Revue américaine (1826-1827) et la Revue encyclopédique (février 1830).
Il se distingua aussi comme économiste et soutint les doctrines de Jean-Baptiste Say, dont il épousa la fille. Élu membre de l'Académie des sciences morales et politiques en 1832, il en devint le secrétaire perpétuel. Outre le Traité de législation, on a de lui un Traité de la propriété (1834, 2 volumes, in-8°).
Alphonse Bérenger et François-Auguste Mignet ont donné des notices sur Charles Comte. Charles Comte eut une grande influence sur Frédéric Bastiat.
Député de la Sarthe de 1831 à 1837, il a siégé dans l'opposition dynastique.

## Publications
- Traité de législation, ou Exposition des lois générales : suivant lesquelles les peuples prospèrent, dépérissent, ou restent stationnaires, Paris, A. Sautelet, 1826-1827, 4 vol. ; 21 cm (OCLC 462954870).
- Traité de la propriété, Paris, Chamerot & Ducollet, 1834, xxiv, 480, 2 vol. ; 22 cm (OCLC 1010881094, lire en ligne).

## Sources
- « Charles Comte (homme politique) », dans Adolphe Robert et Gaston Cougny, Dictionnaire des parlementaires français, Edgar Bourloton, 1889-1891 [détail de l’édition]

Cet article comprend des extraits du Dictionnaire Bouillet. Il est possible de supprimer cette indication, si le texte reflète le savoir actuel sur ce thème, si les sources sont citées, s'il satisfait aux exigences linguistiques actuelles et s'il ne contient pas de propos qui vont à l'encontre des règles de neutralité de Wikipédia.